# Табидзе, Галактион Васильевич
Галактио́н Васи́льевич Таби́дзе (груз. გალაკტიონ ვასილის ძე ტაბიძე; 6 [18] ноября 1892, с. Чквиши, близ Кутаиси — 17 марта 1959, Тбилиси) — грузинский поэт. Народный поэт Грузинской ССР (1933). Академик Академии наук Грузинской ССР (1944). 
Один из ведущих грузинских поэтов XX века, оказал огромное влияние на все последующие поколения грузинских поэтов.

## Биография
Родился 6 (18) ноября 1891 года в селе Чквиши недалеко от Кутаиси (ныне Ванский муниципалитет) в семье сельского учителя, а также священника, который умер ещё до рождения сына.
С 1908 года учился в Тбилисской духовной семинарии. В том же году начал печататься.
В 1914 году опубликовал первый сборник стихов. В 1915-м и в конце 1916 года посещал Москву, где познакомился с А. А. Блоком, В. Я. Брюсовым и К. Д. Бальмонтом. Побывал также в Петрограде. С 1916 года печатался в журнале творческой группы грузинских символистов «Голубые роги».
В 1915 году женился на О. С. Окуджава, сестре советского партийного деятеля Ш. С. Окуджавы, впоследствии политической заключенной в Орловской тюрьме, казнённой вместе с другими политзаключёнными в Медведевском лесу 11 сентября 1941 года.
В 1919 году опубликовал сборник «Артистические стихи». В 1924 году стал одним из создателей журнала «Мнатоби» («Светоч»).

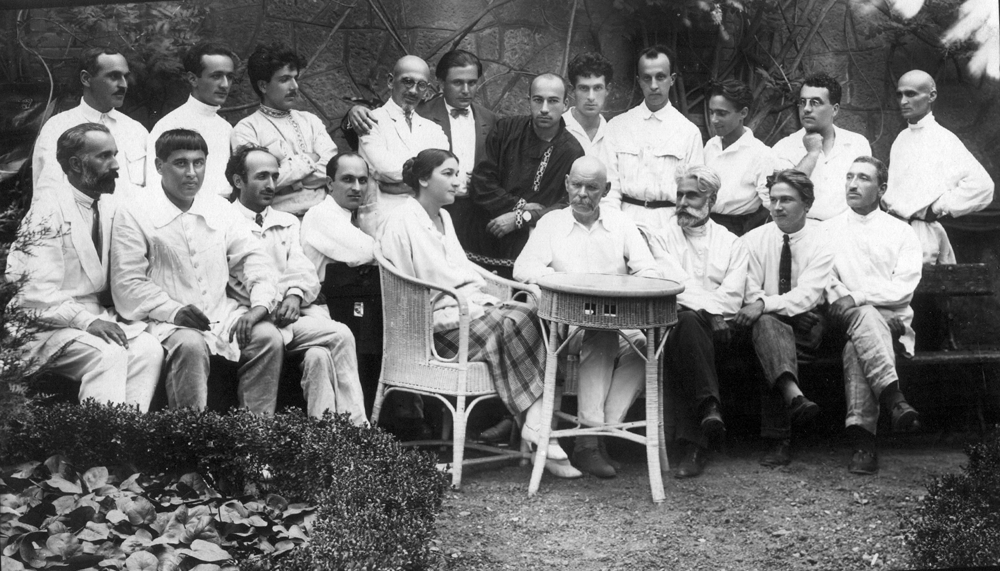
Максим Горький в гостях у грузинских писателей в саду Дворца писателей Грузии24 июля 1928 года. Табидзе — во втором ряду пятый слева

.
Автор поэм:
- «Джон Рид» (1924)
- «Эпоха» (1930)
- «Революционная Грузия» (1931)

и стихотворений:
- «Идея» (1923)
- «К оружию, братья!»
- «Мы победим!»
- «Союз сердец» (1941—1945) и др.

Переживший сталинские чистки 1930-х годов Табидзе оказался под давлением советских властей в постсталинское время, что привело его к депрессии и алкоголизму. В результате он был помещён в психиатрическую клинику, где покончил жизнь самоубийством, выпрыгнув из окна третьего этажа. Похоронен в Пантеоне Мтацминда, надгробие — Бидзина Авалишвили.
Поэзия Галактиона Табидзе переводилась на русский язык такими поэтами, как В. Д. Алейников, Б. А. Ахмадулина, И. Ю. Дадашидзе, В. Н. Ерёменко, О. В. Ивинская, В. Н. Леонович, Б. К. Лившиц, В. Г. Полетаев, А. С. Цыбулевский и др.
К числу самых известных произведений Табидзе относятся стихотворения «Мир состоит из гор…» и «Ветер дует». Первое из них положено на музыку Александром Пушным и Анатолием Бальчевым (эта песня звучит в молодёжном сериале «Простые истины»), второе — Гией Канчели.

## Память
На родине поэта в селе Чквиши открыт Дом-музей. Именем поэта названы улицы в Тбилиси, Кутаиси и Батуми.

## Галерея

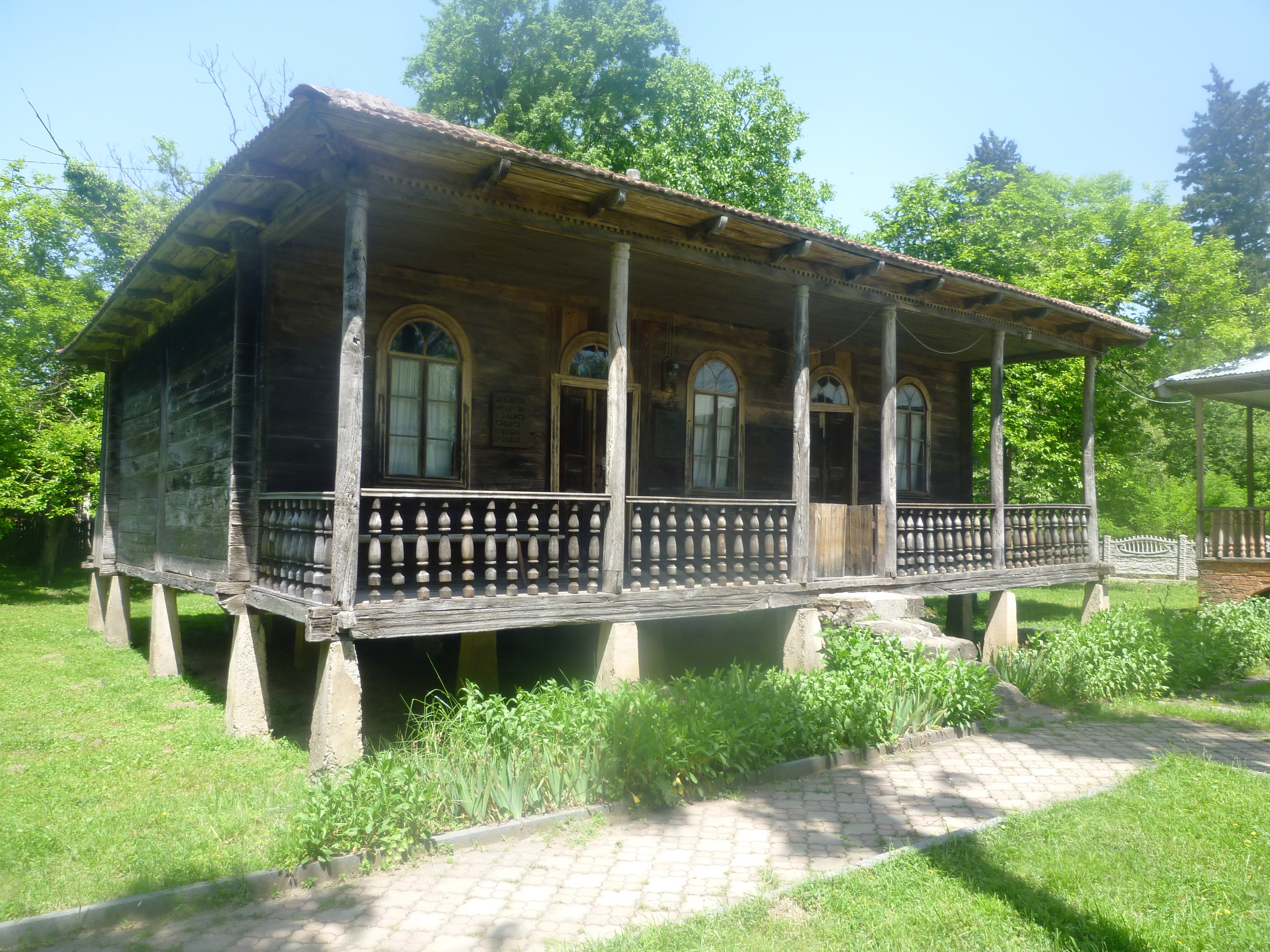
Дом-музей Галактиона и Тициана Табидзе
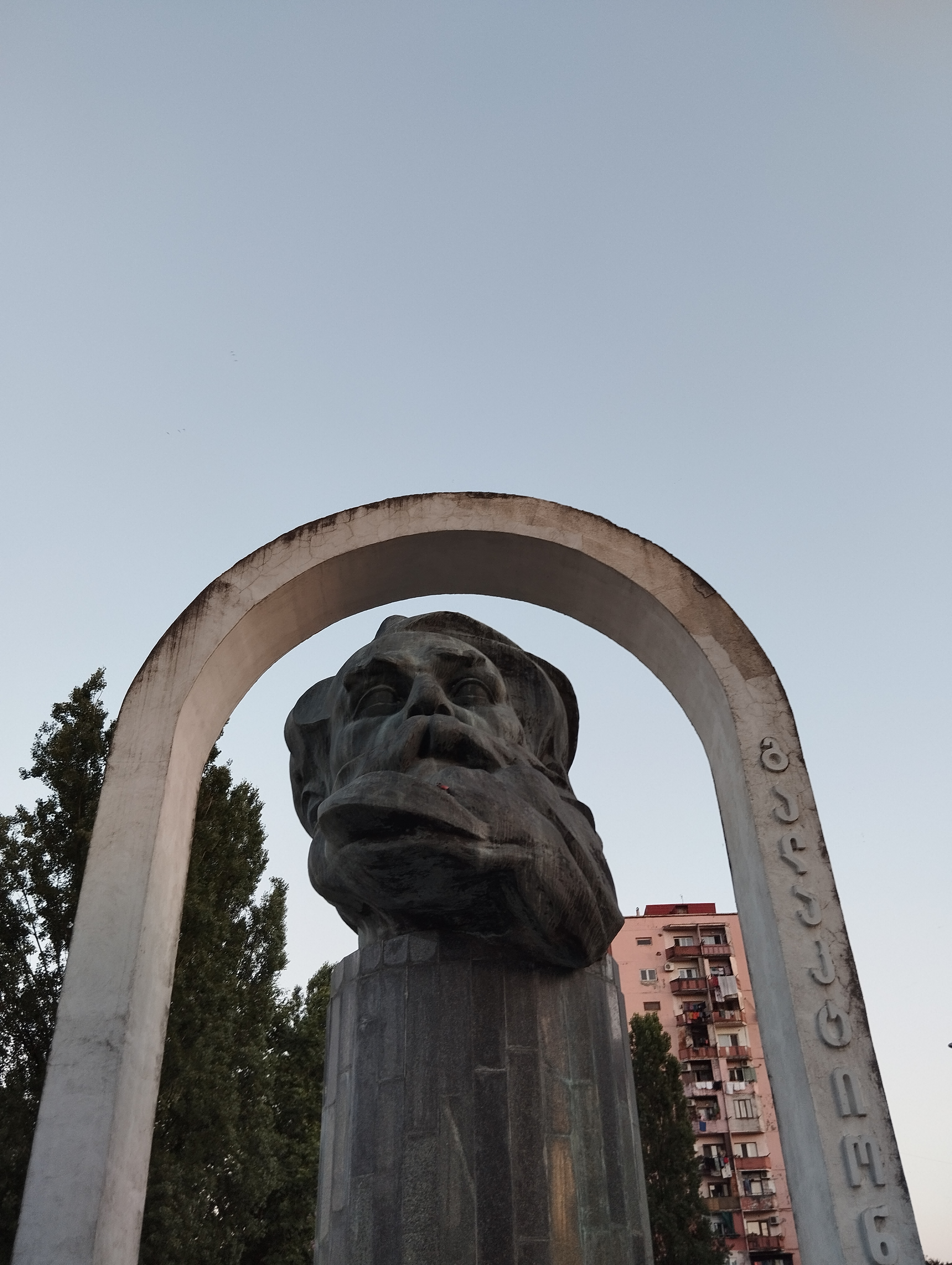
Памятник Галактиону Табидзе в Батуми.
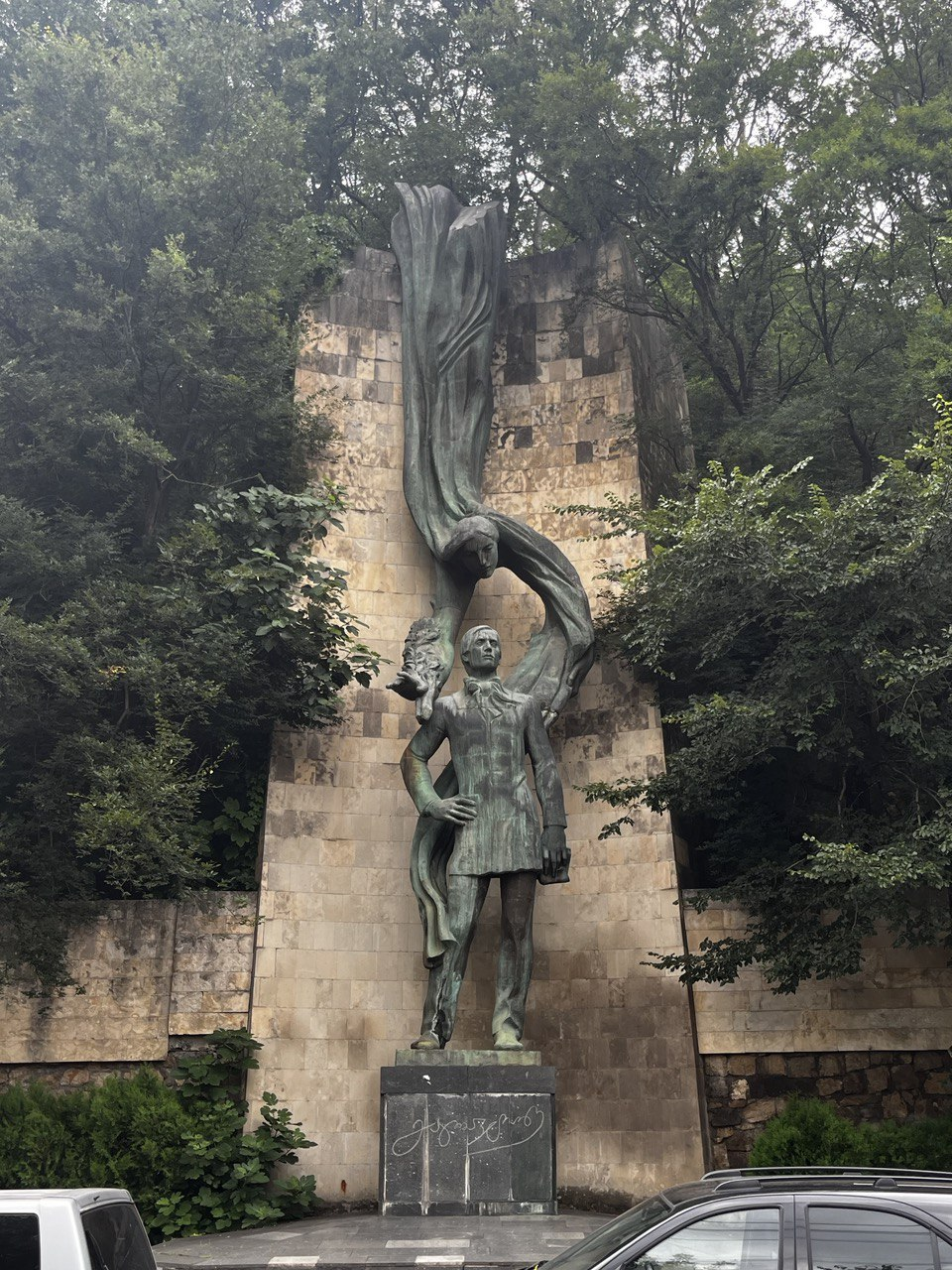
Памятник Галактиону Табидзе в Кутаиси.
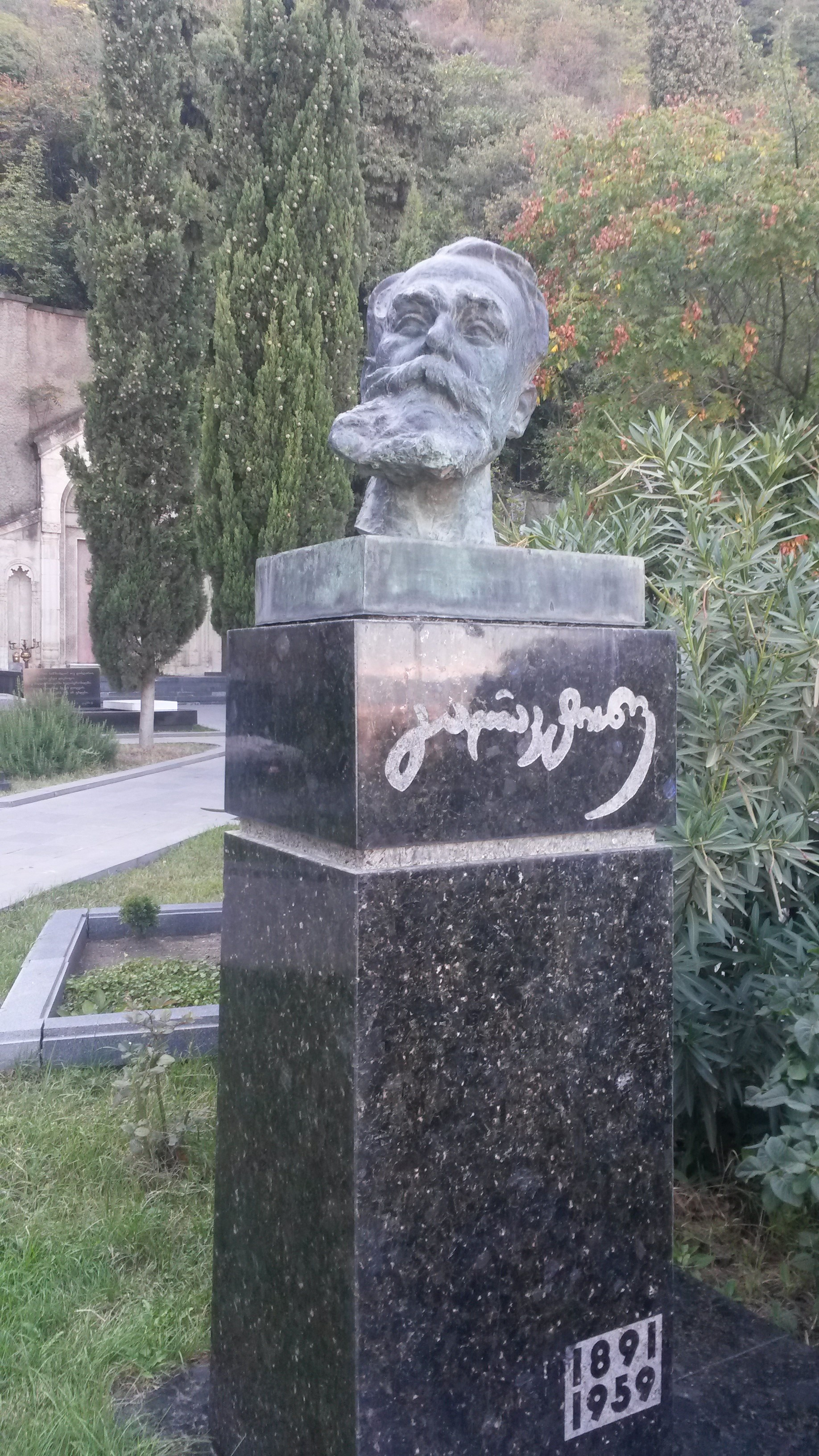
Могила Галактиона Табидзе.
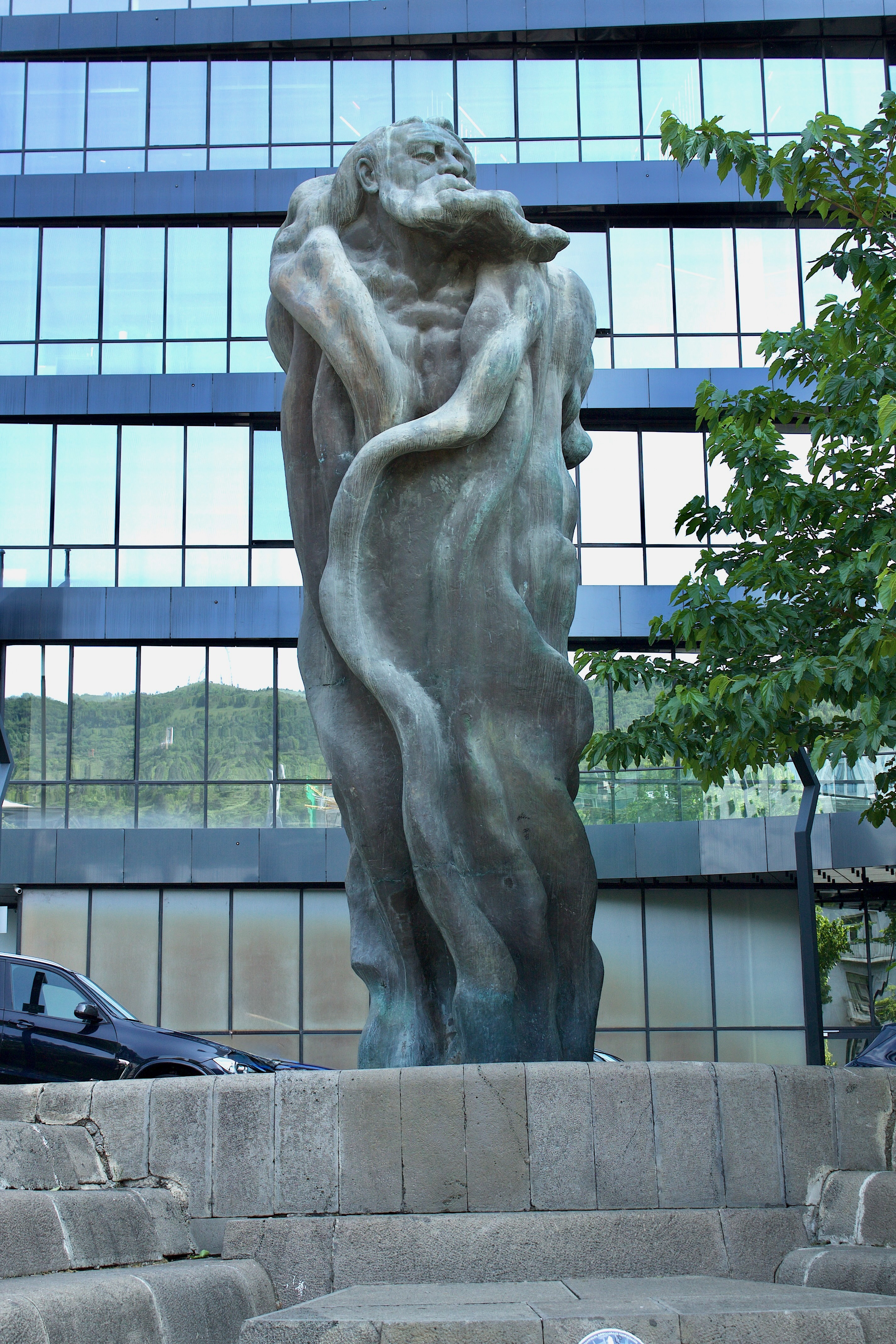
Памятник Галактиону Табидзе в Тбилиси

## Награды
- орден Ленина (22.03.1936)
- орден Трудового Красного Знамени (17.04.1958)
- Народный поэт Грузинской ССР (1933)

### Сочинения
- Избранное. На русском языке. Тб., 1953
- Избранное. М., 1956
- Стихотворения и поэмы. М., 1958
- Стихи. Тб., 1967
- Лирика. Тб., 1973
- Стихи. Луна Мтацминды. двуязычное издание. Тб. 1982